# Corte di San Giacomo
La Corte di San Giacomo (più propriamente Corte del Palazzo di San Giacomo, in inglese Court of St. James's) è la definizione comune per la corte reale del sovrano del Regno Unito.

## Ubicazione
A rigore, la corte è considerata risiedere ovunque risieda, anche temporaneamente, il sovrano. Così le riunioni del Consiglio privato di sua maestà si tengono, di volta in volta, a Buckingham Palace, al Castello di Windsor (tipicamente durante la Pasqua), alla Sandringham House (tipicamente durante il Natale), all'Holyrood Palace o al Castello di Balmoral, entrambi in Scozia, durante l'estate.
Particolare importanza ha sempre avuto, come naturale, la residenza londinese. Per un lungo periodo, dal 1702 al 1837, coincidente con l'ascesa della Gran Bretagna a superpotenza, essa venne ospitata nel Palazzo di San Giacomo. Nel 1837 tale residenza venne trasferita in quella attuale di Buckingham Palace. Il vecchio palazzo ospita oggi il centro amministrativo del vasto patrimonio della casa reale.

## Metonimia
L'espressione Corte di San Giacomo, tuttavia, gode di vasta popolarità e conserva rilevante valenza storica, in quanto largamente testimoniata nella letteratura d'epoca: una tradizione tanto potente che ancor oggi la corte britannica viene chiamata Court of St. James's. L'espressione viene in particolare utilizzata in occasione della presentazione delle credenziali da parte degli ambasciatori di stati esteri, presso il sovrano britannico, con l'eccezione dei Paesi aderenti al Commonwealth: questi vengono definiti 'Alti Commissari' e accreditati «presso il Regno Unito» ("to the United Kingdom"), in quanto hanno condiviso con quest'ultimo, o ancora condividono (16 su 53: i Reami del Commonwealth), il medesimo capo di stato, nella persona del Sovrano britannico, attualmente Carlo III.